# Pseudophryne pengilleyi
Pseudophryne pengilleyi es una especie de anfibio anuro de la familia Myobatrachidae.

## Distribución geográfica
Esta especie es endémica de la cordillera de Brindabella en el sureste de Australia. Habita entre los 960 y 1520 m sobre el nivel del mar en Nueva Gales del Sur y el Territorio de la Capital Australiana.

## Descripción
Pseudophryne pengilleyi mide de 25 a 30 mm. Esta especie tiene una cara dorsal de color amarillo verdoso con rayas negras brillantes. Su superficie ventral es blanca o amarilla y moteada de negro. Durante mucho tiempo se ha confundido con Pseudophryne corroboree, que difiere en sus patrones de color amarillo limón, un tamaño más pequeño y espinillas más cortas.

## Etimología
Esta especie lleva el nombre en honor a Ross K. Pengilley por su trabajo pionero en la biología y ecología de especies del género Pseudophryne.

## Publicación original
- Wells & Wellington, 1985 : A classification of the Amphibia and Reptilia of Australia. Australian Journal of Herpetology, Supplemental Series, vol. 1, p. 1-61[6]